# Яхново (Бежаницкий район)
Яхново — деревня в Бежаницком районе Псковской области. Входит в состав сельского поселения муниципальное образование «Лющикская волость».
Расположена в 5 км к северо-западу от райцентра Бежаницы.
Численность населения по оценке на 2000 год составляла 10 жителей.